# Paul Kirchhoff
Paul Kirchhoff (Halle, 17 de agosto de 1900 - Cidade do México, 13 de setembro de 1972) foi um filósofo e antropólogo alemão. Estudou na Universidade de Berlim, especializando-se em etnologia mexicana. Co-fundador da Escuela Nacional de Antropología e Historia (México), em 1938. Foi investigador da UNAM. Definiu o conceito de Mesoamérica para o estudo e classificação etnográfica da região mexicana e centro-americana, realizando também importantes investigações sobre as culturas do México.